# The Johnny Cash Children's Album
The Johnny Cash Children's Album è il ventisettesimo album in studio del cantautore statunitense Johnny Cash, pubblicato nel 1975 dalla Columbia Records.
Si tratta di un album di canzoni per bambini.

## Tracce
1. Nasty Dan (Jeff Moss) - 2:07
2. One and One Makes Two (Jeff Moss) - 2:24
3. I Got a Boy (and His Name is John) (Johnny Cash) - 2:55
4. Little Magic Glasses (Johnny Cash) - 2:22
5. Miss Tara (Johnny Cash) - 2:08
6. Dinosaur Song (Johnny Cash, June Carter Cash) - 1:28
7. Tiger Whitehead (Johnny Cash, Nat Winston) - 3:13
8. Call of the Wild (Billy Mize) - 2:54
9. Little Green Fountain (Johnny Cash) - 1:50
10. Old Shep (Red Foley) - 2:25
11. The Timber Man (Johnny Cash) - 2:49
12. There's a Bear in the Woods (Johnny Cash) - 2:23

Bonus track ristampa 2006
1. My Grandfather's Clock (Henry Clay Work) - 3:40
2. Ah Bos Cee Dah (Johnny Cash) - 2:35
3. Why Is a Fire Engine Red (Johnny Cash) - 1:20

## Formazione
- Johnny Cash - voce, chitarra acustica
- Ray Edenton, Larry Gatlin, David Jones, Red Lane, Jerry Shook - chitarra
- Carl Perkins, Bob Wootton - chitarra elettrica
- Larry Butler, Larry McCoy, Bill Pursell, Bill Walker, Jerry Whitehurst - pianoforte
- Marshall Grant - basso
- W.S. "Fluke" Holland, William Don Favorite - batteria
- June Carter Cash, Rosie Nix - cori